# 洪江管理区
洪江管理区，是中华人民共和国湖南省怀化市的一个县级行政管理区。

## 建制历史
民国12年（1923年），设立会同县洪江镇。民国19年（1930年），洪江镇改为会同县第九区。民国20年（1931年），第六区和第九区合并为第四区。民国22年（1933年），第四区改为洪江镇，同年再改为第六区。民国24年（1935年），第六区改为洪江镇。1949年10月4日，洪江镇归属中国共产党政权。
1949年11月，洪江镇改为县辖洪江市，隶属会同县。1950年3月，县辖洪江市改为洪江镇。1950年10月，洪江镇改为县级洪江市，隶属会同专区。1953年5月，县级洪江市改为洪江镇，隶属会同县。1953年6月，洪江镇改属黔阳县。1953年9月，洪江镇改为省辖洪江市，由湖南省直辖，授权黔阳专区领导。1958年10月，黔阳县的优胜村、大塘村、茅头园村、二家老村、湾溪村、楠竹湾村、陶金冲村划入洪江市。1958年12月，省辖洪江市改为县辖洪江市，隶属黔阳县，桂花园公社改由黔阳县管辖。1959年3月，桂花园公社又划归洪江市直接领导。1961年7月，县辖洪江市改为县级洪江市，隶属黔阳专区。1963年5月，县级洪江市改为洪江镇，隶属黔阳县，由黔阳专区和黔阳县双重领导，桂花园公社复改由黔阳县管辖。1970年2月，桂花园公社划归洪江镇领导。1979年9月，洪江镇改为县级洪江市，隶属黔阳专区。1981年，洪江市改属怀化地区。1985年12月，经湖南省人民政府批准，黔阳县黔城乡（除小江村）的15个村和会同县萧家乡的横岩村、沅河村、鸬鹚村、菖蒲村划归洪江市管辖。
1997年11月，洪江市与黔阳县合并为洪江市，由地级怀化市管辖。1998年，洪江市将原洪江市管辖的区域合并成雄溪镇，此举引发部分群众不满，認為原洪江市被「吞併」後又被降为镇。1999年，在雄溪镇政府挂牌当天爆发群众事件，几十人冲进政府大院，把准备挂出来的“雄溪镇政府”牌子烧毁。从2月9日至4月12日，群众事件中实行的攻击方式从打砸抢、暴力冲击政府机关、公安武警驻地、罢市罢店、贴大字报、游行示威、堵门、堵路，逐渐演变为打砸国家财产、殴打工作人员和民警、掠抢财物、掀砸警车、明火执仗冲击工作组驻地等行为。群众事情平息后，1999年6月，中国共产党湖南省委员会、湖南省政府下发“湘办〔1999〕58号”文件，撤销雄溪镇，设立洪江管理区，为洪江市的派出机构。2002年，湖南省下发“湘办〔2002〕37号”文件，将洪江管理区升格为正县级，改为怀化市的派出机构，履行县级行政管理职能。

## 地形气候
洪江管理区位于湖南省西南部、怀化市中南部。东边、西边、北边与洪江市接壤，南边与会同县接壤，总面积115平方千米。洪江区地形、地貌类型多样，有山地、丘陵、岗地、平地，以群山和丘陵为主，占总面积的79.47%。地势由东、南、西三面向北呈弧形梯状下降，最高点撑架坡的海拔为861.8米；最低点岩坝头的海拔为160.5米。土壤主要成土母质为板页岩、洋紅色、砂砾、石灰岩、冲积物和第四纪土，土壤分类为水稻土、菜园土、潮土、红壤4个土类，包括12亚类、28个土属、40个土种、65个变种。区内有一条干流沅江和两条一级支流巫水、公溪河，大小溪流54条。2020年，年均水量267.46亿立方米，人均年水量42.3万立方米。
洪江管理区由于冷暖空气更替频繁，天气时冷时热，晴雨变化大。夏季以南、西南风为主，冬季以北风为主，全年以东北风居多，2月到4月风力较大，6月、8月、10月风力较小。年平均气温为21.9-27.9℃。年平均降雨116天，降雨量1478.7毫米，降雨主要集中在5月、6月。年平均日照时数为1358.7小时，7月、8月最多，1月、2月最少冬季降雪较少，11月5日到翌年3月5日为降雪期，年降雪一般为2天左右，初霜日在12月中旬出现，翌年2月中旬终止，无霜期年均304天。

## 交通
2020年，洪江管理区公路里程220.7公里。209国道、320国道、包茂高速，焦柳铁路贯穿而过。

## 资源
洪江管理区动植物资源十分丰富，境内种子植物1211种，陆生脊椎动物171种，鱼类75种。区内有国家一级保护树种有水杉，国家一级保护动物林麝；国家二级保护树种有银杏、福建柏、鹅掌楸、杜仲、全钱杜、胡桃、柏乐树，国家二级保护动物大鲵、虎纹蛙、鸢、苍鹰、赤腹鹰、雀鹰、松雀鹰、蛇雕、燕隼、白鹇、红腹锦鸡、穿山甲、斑头鸺留、长脚秧鸡等22种；三级保护树种有粤松、凹叶厚朴、青锡栲、青檀、红椿、红豆树、翅荚木，三级保护动物90多种。林业用地总面积7658公顷，全区森林覆盖率68.4%，建成区绿化覆盖率41.8%。
洪江管理区矿藏资源多与黔阳县、会同县矿点共脉，矿产资源种类少且分布散，发现的矿产地多，但是小矿居多，大矿居少，且探明的可规模开采的基地少。经初步探明的矿产有煤、铁、钒、金、重晶石、磷、白云岩、耐火粘土、陶瓷土、金刚石、石灰石等10余种，其中铜、金矿为优势矿产。
2020年，洪江管理区粮食作物播种面积1.49万亩，油料作物种植面积0.58万亩，蔬菜（含菜用瓜）播种面积0.65万亩。全年粮食总产量7072吨油菜籽产量651吨，蔬菜（含菜用瓜）产量9900吨，水果产量7841吨。肉类总产量0.38万吨，其中猪肉产量0.11万吨，禽肉产量0.23万吨，禽蛋产量0.03万吨。水产品总产量410吨。

## 经济人口

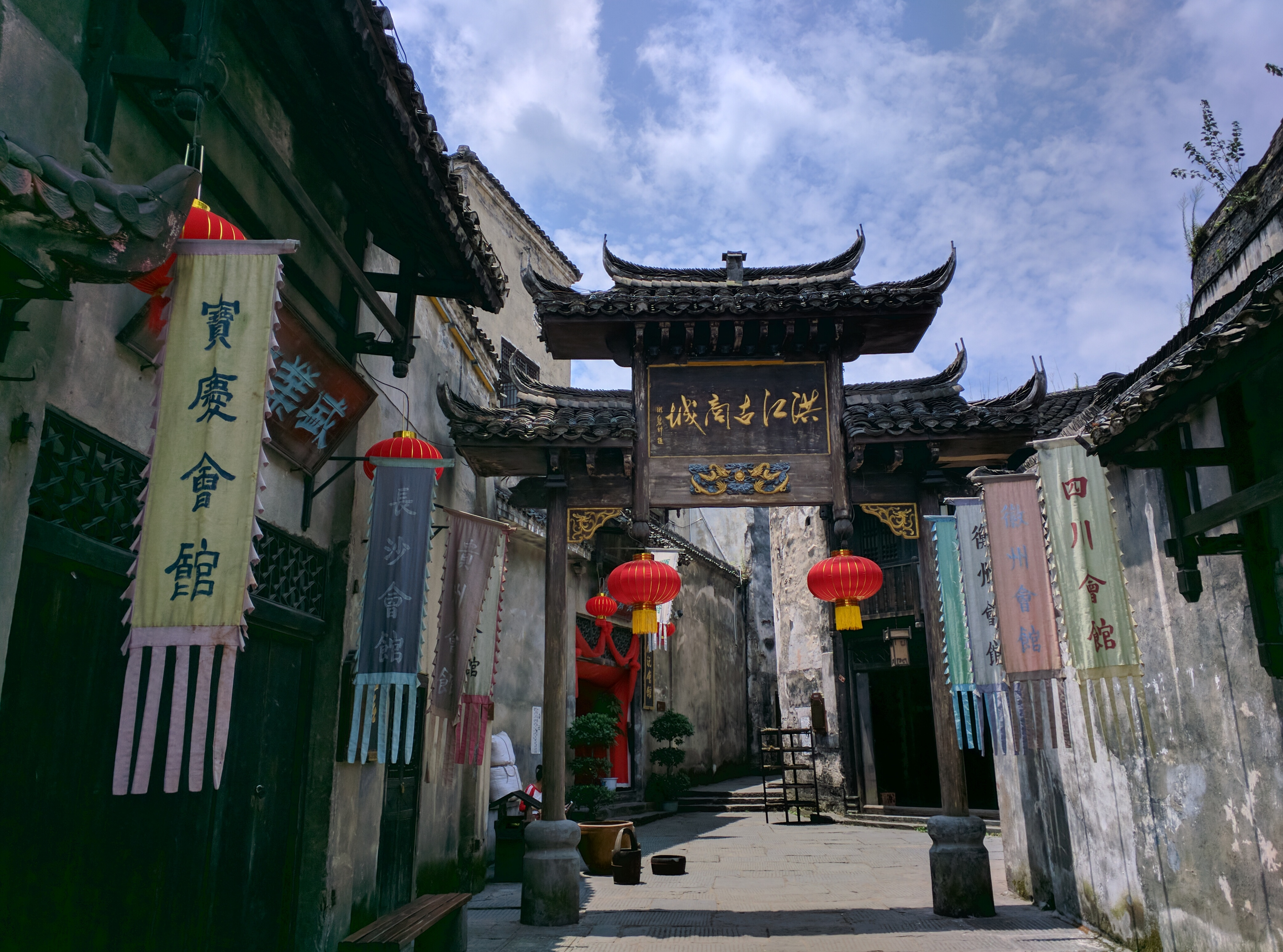
洪江古商城正门

2020年，洪江管理区实现地区生产总值39.97亿元人民币，其中第一产业增加值2.37亿元人民币，第二产业增加值20.75亿元人民币，第三产业增加值16.84亿元人民币。全年全区居民人均可支配收入23328元，其中城镇居民人均可支配收入24429元人民币，农村居民人均可支配收入13197元人民币。
怀化市第七次全国人口普查公报显示：洪江管理区常住人口为57004人，男性人口占比49.48%，女性人口占比50.52%，年龄结构中0-14岁占比11.95%，15-59岁占比59.84%，60岁以上占比28.21%，65岁以上占比20.46%。
2018年，洪江管理区常住人口6.87万人，其中城镇人口6.01万人。2020年，全区少数民族有瑶族、土家族、回族、侗族、蒙古族、白族、彝族、苗族、满族、壮族、维吾尔族、藏族、哈尼族、土族、布依族、朝鲜族、傈僳族，其中瑶族、土家族人口最多。
2020年，洪江管理区有普通中学2所，中等职业学校1所，小学5所，幼儿园8所。普通中学在校学生1978人，专任教师184人；中等职业学校在校学生248人，专任教师37人；小学在校学生2754人，专任教师271人。
2018年，洪江管理区共接待游客463.06万人次，实现旅游总收入15.54亿元人民币。全区共有国家4A级景区1个：洪江古商城，国家3A级景区2个：嵩云山国家森林公园、星空庄园，其他旅游景点有大兴禅寺、妙音寺、华严阁、密云观、横岩竹海生态休闲旅游风景区。

## 政治
洪江管理区不是中华人民共和国正式的行政区，所以没有中国共产党委员会、人民政府、人民代表大会、政治协商会议，而是由怀化市派出工作委员会、管理委员会、人民代表大会联合工作委员会、政治协商会议联合工作委员会部分履行上述机构职能。
| 机构     | · 中国共产党 · 怀化市洪江区工作委员会 · 书记 | 怀化市洪江区管理委员会 主任 |
| -------- | -------------------------------------------- | --------------------------- |
| 姓名     | 伍罕鸣                                       | 胡东声                      |
| 民族     | 汉族                                         | 侗族                        |
| 籍贯     | 湖南省东安县                                 | 湖南省靖州苗族侗族自治县    |
| 出生日期 | 1972年8月（52歲）                            | 1975年12月（49歲）          |
| 就任日期 | 2021年5月                                    | 2021年7月                   |

## 行政区划
洪江管理区下辖4个街道办事处、2个乡：河滨路街道、沅江路街道、新街街道、高坡街街道、横岩乡和桂花园乡。
| 统计用区划代码 | 名称       | 下辖村社区                                                                                             |
| -------------- | ---------- | --- |
| 431271001000   | 河滨路街道 | 萝卜湾社区、长寨社区、回龙寺社区、中山路社区、桥东社区、桃李园社区、老团社区                           |
| 431271002000   | 沅江路街道 | 大湾塘社区、川岩社区、犁头嘴社区                                                                       |
| 431271003000   | 新街街道   | 歌诗坡社区、田湾社区、冒天井社区、二凉亭社区、带子街社区                                               |
| 431271004000   | 高坡街街道 | 桐油湾社区、长岭界社区、高坡街社区                                                                     |
| 431271218000   | 横岩乡     | 横岩村、鸬鹚村、菖蒲村                                                                                 |
| 431271220000   | 桂花园乡   | 茅头园村、优胜村、楠木田村、桂花园村、堆边村、洪高村、渔梁村、铁溪村、滩头村、川山村、岩门村、新桥社区 |